# Parandak
Parandak (persa: پرندک; anteriormente, Rahimabad (persa: رَحيم‌آباد), também romanizado como Raḩīmābād) é uma cidade no distrito central do distrito de Zarandieh, província de Markazi, Irã. Ele está localizado a cerca de 65 km a sudoeste da capital do Irã (Teerã). O rio salgado passa perto do sul da cidade.
Parandak City está localizado na parte norte da cidade de Zarandieh.A cidade de Parandak tem uma cidade industrial e ao redor da cidade dos jardins de pistache, que é exportada para a Europa todos os anos.